# Теорія біфуркацій

Фазовий портрет який демонструє біфуркацію сідло-вузол.

Теорія біфуркацій динамічних систем (від лат. bifurcus — роздвоєння) — це теорія, яка вивчає зміни якісної картини розбиття фазового простору в залежності від зміни одного чи кількох параметрів.

## Біфуркація
Біфуркація — якісна зміна поведінки динамічної системи за малої зміни її параметрів.
Центральним поняттям теорії біфуркацій є поняття (не)грубої системи. Береться якась динамічна система і розглядається таке (багато)параметричне сімейство динамічних систем, що вихідна система виявляється окремим випадком — за якогось конкретного значення параметра або ж кількох параметрів. Якщо при значенні параметрів, досить близьких до цього, зберігається якісна картина розбиття фазового простору на траєкторії, то така система називається грубою. В іншому випадку, якщо такого околу не існує, то система називається негрубою.
|                 | Тут мається на увазі перш за все плідна фізична і математична ідея О. О. Андронова про грубі системи, розроблена ним за участю Л. С. Понтрягіна. Груба система — це така, якісний характер рухів якої не змінюється за досить малої зміни параметрів. Консервативні системи не є грубими: коливання ідеального маятника без тертя є періодичними (загасають); але періодичності немає за наявності як завгодно малого тертя. Будь-який генератор незатухаючих коливань має характерні властивості, які не зберігаються за консервативної ідеалізації, але правильно відображаються поняттям «груба система».Оригінальний текст (рос.) Здесь имеется в виду прежде всего плодотворная физическая и математическая идея А.А. Андронова о грубых системах, разработанная им при участии Л.С.Понтрягина. Грубая система — это такая, качественный характер движений которой не меняется при достаточно малом изменении параметров. Консервативные системы не являются грубыми: колебания идеального маятника без трения являются периодическими (не затухают); но периодичности нет при наличии уже сколь угодно малого трения. Всякий генератор незатухающих колебаний обладает характерными свойствами, которые не сохраняются при консервативной идеализации, но правильно отображаются понятием "грубая система". |
| — Горелик, 1955 | |

Таким чином у просторі параметрів виникають області грубих систем, які розділяються поверхнями, що складаються з негрубих систем. Теорія біфуркацій вивчає залежність якісної картини за неперервної зміни параметра вздовж деякої кривої. Схема, за якою відбувається зміна якісної картини називається біфуркаційною діаграмою.

## Методологія
Основні методи теорії біфуркацій — це методи теорії збурень. Зокрема, застосовується метод малого параметру (Понтрягіна).

## Біфуркація рівноваги
У механічних системах, як правило, рухи, що встановилися (положення рівноваги або відносної рівноваги) залежать від параметрів. Значення параметрів, за яких спостерігається зміна кількості рівноваг, називають їх біфуркаційними значеннями. Криві або поверхні, що зображують множини рівноваг у просторі станів і параметрів, називають біфуркаційними кривими або поверхнями. Проходження параметра через біфуркаційні значення, як правило, супроводжується зміною властивостей стійкості рівноваги. Біфуркації рівноваги можуть супроводжуватися народженням періодичних та інших, складніших рухів.